# Trichomalus norvegicus
Trichomalus norvegicus är en stekelart som beskrevs av Karl-Johan Hedqvist 1982. Trichomalus norvegicus ingår i släktet Trichomalus och familjen puppglanssteklar.
Artens utbredningsområde är:
- Norge.
- Sverige.

Arten är reproducerande i Sverige. Inga underarter finns listade i Catalogue of Life.